# Râul Valea Poienii, Râul Târgului
Râul Valea Poienii este un râu afluent al Râului Tàrgului.